# 非常用炉心冷却装置
非常用炉心冷却装置（ひじょうようろしんれいきゃくそうち、ECCS、Emergency Core Cooling System、緊急炉心冷却装置）は、水を冷却材として用いる原子炉の炉心で冷却水の喪失が起こった場合に動作する工学的安全施設である。炉心に冷却水を注入することで水位を保ち核燃料を長期に渡って冷却し燃料棒の損壊を防止する。この作動は原子炉の停止を意味する。

## 概要
冷却材に水を使う動力炉では、炉心の熱密度が高いため、スクラムと呼ばれる制御棒の一斉挿入による原子炉の緊急停止を行なっても、運転状態直後の核燃料の持つ高いレベルの余熱および崩壊熱による残留熱によって原子炉圧力が上昇するとともに冷却水位が低下し、炉心が破損・溶解する危険性がある。非常用炉心冷却装置は、原子炉緊急停止時に原子炉圧力容器への水を供給して炉心を冷却し破損を防止する。
機能
非常用炉心冷却装置は、炉心の水位を保ち炉心を冷却することによって原子炉圧力容器内を減圧するという機能を備えている。

## 例示
非常用炉心冷却装置は幾つかの系統より構成される。以下に例を示す。
従来型沸騰水型軽水炉の非常用炉心冷却装置
高圧装置 (High Pressure Systems)として
- 高圧注水系 (HPCI; High Pressure Coolant Injection)

この進化型の原子炉隔離時冷却系もこの分類に含まれる。
- 自動減圧系 (ADS; Automatic Depressurization System)

単独で稼動させると水位が低下する。
低圧装置 (Low Pressure Systems)として
- 低圧注水系 (LPCI; Low Pressure Coolant Injection)

崩壊熱除去運転モードでRHR (Residual Heat Removal System) を稼動させて冷却材を循環。
- 低圧炉心スプレイ系 (LPCS; Low Pressure Core Spray)

炉圧低下後に稼動が可能になる。
改良型沸騰水型軽水炉
- 低圧注水系 (LPFL; Low Pressure Flooder System)
- 高圧炉心注水系 (HPCF; High Pressure Core Flooder system)
  - 原子炉隔離時冷却系 (RCIC; Reactor Core Isolation Cooling system)
- 自動減圧系 (ADS; Automatic Depressurization System)

## 基本構成
以下に改良型沸騰水型軽水炉での基本構成に沿いつつ概要を示す。

### 低圧注水系
低圧注水系は、圧力制御プールのプール水や外部給水経路の水を低圧モードで炉心シュラウド外側に注水する。残留熱除去系の一部となる。所内電源と非常用ディーゼル発電機のバックアップを含む交流モーターポンプで駆動される。沸騰水型軽水炉における低圧炉心スプレイ系である。

### 高圧炉心注水系
高圧炉心注水系は、初期水源は復水貯蔵槽から、その後、最終水源には圧力制御プールからの水を高圧モードで炉心上部のノズルからシュラウド内側の燃料集合体に向けて注水する。所内電源と非常用ディーゼル発電機のバックアップを含む交流モーターポンプで駆動される。沸騰水型軽水炉においては高圧炉心スプレイ系と低圧炉心スプレイ系の多重構成となっている。

### 原子炉隔離時冷却系
原子炉隔離時冷却系とは、原子炉からタービンへの蒸気が遮断された時に、冷却を実現するために原子炉を冷却する装置である。故障や地震などで原子炉を緊急停止（スクラム）した時に、主蒸気隔離弁 (MSIV: Main Steam Isolation Valve) を閉鎖した後に炉心を冷却し冷却水を補充する装置である。
沸騰水型の原子炉でこの作業に使用される装置としては、大気を最終ヒートシンク (UHS: Ultimate Heat Sink) として利用する非常用復水器 (IC: Reactor Core Isolation Cooling Condenser)と、圧力抑制プールを仲介して海水を最終ヒートシンクとして利用する装置との2種類に大別される。圧力容器内の蒸気を圧力抑制プールに放出し直接圧力を低下させる系統（自動減圧系）と、圧力容器からの蒸気で動作する蒸気タービンによって駆動されるポンプにより（タービン排気は圧力抑制プールに放出される）圧力抑制プール内の水を炉心へ送り込む装置の二種類がある。狭義のRCICとはこの後者を指すことが多い。

### 非常用復水器IC （Reactor CoreIsolation CoolingCondenser）
非常用復水器は、残留熱を大気に逃がす炉心冷却装置で、他のシステムに依存することなく、単独で圧力容器を冷却する。
圧力容器からの蒸気を純水のプール中に通した配管によって冷却凝縮し水にして再び圧力容器に重力で戻す装置で、初期の沸騰水型軽水炉（BWR2型、BWR3型の一部）に実装されている。
非常用復水器の純水プールには、水の蒸発減少に対応し純水タンクから給水する装置が備えられている他に、緊急時には外部から水を供給する装置もあり、そのためのディーゼル駆動の消火ポンプを装備している。
この装置は圧力容器からの熱移動先が大気であり、またポンプを使わず弁操作だけで自然循環するため信頼性が高い装置であるが、大型の重量物であり建物のスペースをとるため、改良型の原子炉では次第に装備されなくなった。IC内の純水が摂氏100度に達すると沸騰が始まり純水が失われると共に効率が劇的に低下するので外部からの純水の補給が必要となる。また水-ジルコニウム反応により原子炉内に発生した水素が配管に入り込むと自然循環の効率が低下する欠点がある。
このようにICの効果には時間的な限界があり、早期に残留熱除去のための注水や冷却、ベントなどの外部からの作業が始まるまでの効果を持たせることが前提の装置である。
福島第一原発の一号機には、大型の非常用復水器が２系統実装されていたが、全電源喪失と非常時の装置の操作についての理解が乏しいことで弁の制御が十分に行われず効果的に利用されなかった。なお、非常用復水器は前述の原子炉隔離時冷却系を装備する二号機、三号機、四号機には装備されていない。

### 自動減圧系・主蒸気自動減圧系 RCIC（Reactor Core Isolation Cooling system)
自動減圧系は、圧力容器内の蒸気を複数の蒸気逃がし弁 (SRV: Safety Relief Valve) を介して圧力抑制プール (S/P: Suppression Pool) に注入する経路である。（蒸気逃がし弁は手動で開けることも可能）高圧注水系が健全に機能して原子炉水位を保持できるような条件下で、起動圧力設定値と作動保持時間設定値に従って自動作動するように構成されている。
自動減圧系が作動すると、蒸気逃がし弁より出た炉心冷却水の蒸気は圧力抑制プールへ導かれ冷却され凝縮することによって圧力容器内の圧力と温度を下げる。圧力抑制プール水は最終的には間接的に河川もしくは海水で冷却される。
この系には残留熱によって動作するタービン駆動のポンプがあり、初期には復水貯蔵タンクの水を、その後は圧力抑制プールの水を原子炉に給水する。ポンプを駆動した蒸気は圧力抑制プールに戻るので、電源が無くとも一定期間自動的に動作して原子炉の残留熱を除去する。
しかし圧力抑制プールが河川もしくは海水によって冷却されないと次第に温度が上昇してタービンが動作しなくなる。また圧力容器内の水-ジルコニウム反応で水素が発生するとともに圧力が増加するので、ベント操作が必要となる。この装置の効果には時間的な限界があり、早期に残留熱除去のための注水や冷却、ベントなどの外部からの作業が始まるまでの効果を持たせることが前提の装置である。
福島第一原発事故ではこの系は二号機、三号機とも動作したが、圧力抑制プール水を冷却する為に必要な配管やポンプが津波で破壊されたために温度上昇して停止した。また冷却水の供給が円滑に行われなかったことで燃料がメルトダウンした。

## 原子炉格納施設
原子力発電施設では、炉心と原子炉格納容器内部、冷却系の工学的安全施設である非常用炉心冷却装置とは別に、原子炉格納施設の機能として1次格納施設である原子炉格納容器と、2次格納施設である原子炉建屋のそれぞれに工学的安全施設を備えている。

## 非常用炉心冷却装置に関わる事象

### スリーマイル島原子力発電所事故
1979年3月28日にスリーマイル島原子力発電所で発生した原子力事故では、一次冷却系の冷却水が大量に消失する中作業員が誤った判断により非常用炉心冷却装置を停止してしまい、結果として炉心溶融を起こした。

### 関西電力美浜発電所2号機事故
1991年2月9日に発生。日本国内で非常用炉心冷却装置が動作した初の事例である。

### 福島第一原子力発電所事故
2011年3月に福島第一原子力発電所で発生した原子力事故では、11日に発生した東北地方太平洋沖地震の揺れで外部電源が喪失し、炉心を冷却するために非常用発電機が作動していたが、その後の津波で非常用発電機が浸水・停止し、5・6号機を除く原子炉において全交流電源が喪失した。冷却機能を喪失した結果、電気系統の喪失をまぬかれた5・6号機と原子炉燃料が入っていなかった4号機（いずれも本震発生時は定期検査で停止中）を除くすべての炉、すなわち1 - 3号機で燃料棒の溶融が起こった。
この発電所における非常用炉心冷却装置に関わる別の事象として、2007年12月3日に4号機の高圧炉心注水系が故障する事象があった。